# Governatorato di Kursk
Il governatorato di Kursk' (in russo Курская губерния?) è stato una gubernija dell'Impero russo, che occupava grossomodo l'attuale territorio dell'Oblast' di Kursk. Istituito nel 1796, esistette fino al 1928, il capoluogo era Kursk.